# Korybanci

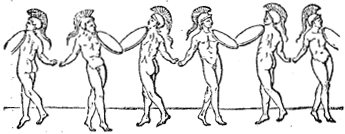
Taniec korybantów (przerys z reliefu neoattyckiego, obecnie w zbiorach Muzeów Watykańskich)

Korybanci (gr. kορύβαντες korýbantes, lp. kορύβας korýbas; łac. corybantes, lp. corybant) – bóstwa demoniczne oraz uczestnicy kultu frygijskiej bogini Kybele.

## W mitologii
Początkowo demony pochodzenia frygijskiego towarzyszące Kybele. Grecy uważali ich za synów Kronosa i Rei (utożsamianej przez nich później z Kybele), przypisując im wynalezienie ekstatycznego tańca (korybas) z odpowiednimi instrumentami akompaniującymi (flet, tympanon). Wierzono, iż mają moc wywoływania, ale i leczenia szaleństwa. Według innej tradycji mieli być synami Zeusa, który zapłodnił ziemię pod postacią deszczu, według jeszcze innych podań – potomstwem muzy Talii i Apollina lub nawet Heliosa i Kybele; występowali zawsze w liczbie dziewięciu.             

## W obrzędowości

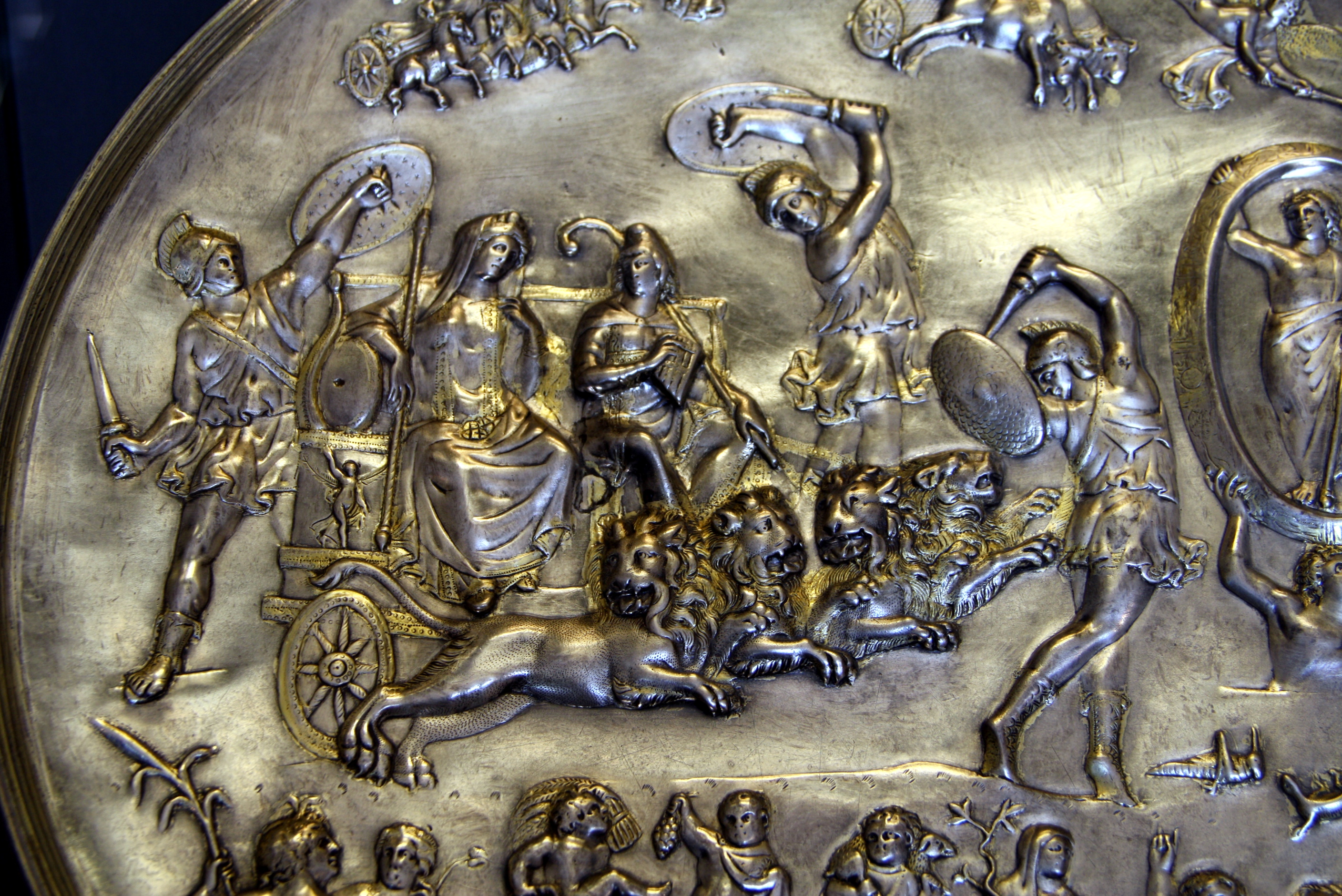
Taniec korybantów przed Kybele i Attisem (scena z tzw. patery z Parabiago, IV w. n.e.)

Nazwę tę potem odnoszono również do uczestników kultu małoazjatyckiej bogini, wykonujących podczas jej świąt orgiastyczne tańce przy wtórze bębnów, fletów i cymbałów, stanowiące część praktykowanych obrzędów kultowych. Wyposażeni we włócznie i tarcze, korybanci nosili też hełmy z potrójnym obrzeżeniem (dlatego zwano ich „trójhełmiastymi”). Ich rytuał obejmował gorszące praktyki (m.in. samookaleczenia na cześć bóstwa), co nie zjednywało im sympatii u Rzymian. Szczególne znaczenie mieli korybanci na Eubei i Samotrace, uczestniczący w tamtejszych misteriach.
Dość wcześnie przyswojeni w Atenach i wspominani w literaturze przez Sofoklesa, Eurypidesa, Arystofanesa, Platona. Później nierzadko utożsamiani z kreteńskimi kuretami, samotrackimi kabirami i frygijskimi daktylami (daktyloi), których pierwowzoru także upatrywano w lokalnych bóstwach demoniczno-opiekuńczych.